# Hazewindkasteel
Het Hazewindkasteel is een voormalig kasteel, gelegen in de tot de West-Vlaamse gemeente Ichtegem behorende plaats Eernegem, aan Ganzestraat 13.

## Geschiedenis
Vanouds lag hier een omgracht kasteel met opperhof en neerhof. Als zodanig werd het nog weergegeven op een kaart van 1792. In 1835 was er nog sprake van een kasteel met boomgaard, lusttuin en dergelijke. In 1850 werd een gebouw afgebroken. In 1874 en ook in 1932 werd het huis nog uitgebreid. Eind 19e eeuw werd de gracht gedempt. De schuur is van 1843.
Het kasteeltje komt aan zijn naam doordat de toegangsweg oorspronkelijk geflankeerd was door twee pilasters waarop hazewindhonden waren afgebeeld, maar die tegenwoordig door andere zijn vervangen.